# Vache de réforme
Une vache de réforme ou vache réformée est une vache jugée inapte pour la production de veaux et/ou de lait, du fait de son âge ou d'autres critères, et désormais apte pour être engraissée puis abattue. 

## Âge et autres critères de réforme
Selon que les vaches produisent pour l'industrie laitière et l'industrie de la viande ou dans un mode d'agriculture paysanne (produits fermiers), son âge de réforme sera différent :
- les vaches produisant pour l'industrie laitière sont réformées assez jeunes, soit après 1 à 5 ans de production (qui commencera avec le premier veau en général vers 2 ans);
- les races de vache résolument allaitantes, produisant pour l'industrie de la viande sont réformées après avoir vêlé 5 à 7 fois (7 à 10 ans d'âge) suivant les races;
- les vaches produisant dans un mode d'agriculture paysanne peuvent voir varier de façon conséquente leur âge de réforme.

Les motifs de réforme sont divers, et appréciés selon les besoins de l'exploitation et l'état de l'animal :
- Gestion et renouvellement du troupeau,
- Vache âgée,
- Vache non ou plus fertile,
- Vache vêlant en décalage avec le reste du troupeau,
- Vache tarie, ne produisant pas assez ou plus de lait,
- Vache avec boîterie,
- Vache avec des problèmes de comportement (peureuse, agressive, têtue, fugueuse, etc.),
- Vache avec des mammites.

Avant d'être abattues et transformées, les vaches allaitantes sont en général engraissées pendant une période de deux à trois mois pour augmenter leur poids et donc le prix de leur carcasse. Une partie des vaches laitières sera aussi engraissée, mais pour certaines races, par exemple la Prim'Holstein sélectionnée uniquement sur un critère laitier, il n'est pas économiquement intéressant de les engraisser en cas de prix bas.

## Valorisation des carcasses de vaches de réforme
La viande est généralement le principal débouché de la valorisation des carcasses de vache de réforme en valeur, et représente environ la moitié du poids d'une carcasse moyenne. Dans les termes de la boucherie, les quatre premiers « quartiers » de découpe de la bête correspondent à ce que l'on appelle généralement la viande, à savoir du muscle. On parle de « cinquième quartier » pour désigner tout le reste de la carcasse. Le cinquième quartier comprend notamment les abats et autres organes éventuellement comestibles destinés à la triperie, mais aussi le cuir ou les os.

### Production de viande bovine

#### En France
Les carcasses de vaches à viande française représentent 65 % des tonnages, et les vaches laitières 35 %,. Le prix d’une vache de réforme varie en fonction de son poids (race, état d’engraissement, âge à la réforme) et du prix du kg de carcasse (poids de carcasse, conformation, période de vente, savoir vendre).
La viande de vache laitière est quasiment l'unique source de viande hachée en France. Pour la viande hachée et les plats transformés notamment, la production nationale ne couvre pas la consommation, d'où un recours aux importations. La France importe 23% de sa viande bovine et 85 % de ces importations proviennent de l'élevage laitier européen (notamment des Pays-Bas et d'Allemagne). L'essentiel de la consommation française de viande dite bovine est ainsi à base de chair de vache de réforme : cette part était de 80 % en 2013.

### Production d'abats
Abats et organes de vache peuvent faire l'objet d'une valorisation en triperie.  

### Autres produits
L'un des principaux co-produits de la viande de vache de réforme est le cuir. Les tendons et les os peuvent également être valorisés, par exemple pour la production de suif ou de gélatine.